# Karl Purgold
Karl Purgold (* 28. Dezember 1850 in Gotha; † 25. Juni 1939 ebenda) war ein deutscher Klassischer Archäologe und Kunsthistoriker.

## Leben
Karl Purgold stammte aus einer alten Gothaer Familie. Sein Großvater Carl Purgold (1778–1851) war Bürgermeister der Stadt gewesen. Karl Purgold wurde 1878 an der Universität München bei Heinrich Brunn promoviert. Seit dem Wintersemester 1872/73 war er Mitglied der Studentenverbindung Akademischer Gesangverein München im SV. 1878 bis 1880 konnte er mit dem Reisestipendium des Deutschen Archäologischen Instituts im Mittelmeerraum reisen. Er nahm an den Ausgrabungen von Olympia teil und war mit Wilhelm Dittenberger an der Publikation der dort gefundenen Inschriften beteiligt. Die Grabungsergebnisse flossen auch in den Baedeker für Griechenland von 1883 ein. Von 1890 bis zu seinem Ruhestand 1934 war er Direktor des Herzoglichen Museums in Gotha.

## Schriften (Auswahl)
- Archäologische Bemerkungen zu Claudian und Sidonius. Perthes, Gotha 1879 (= Dissertation).
- mit Wilhelm Dittenberger: Die Inschriften von Olympia (= Olympia. Die Ergebnisse der von dem Deutschen Reich veranstalteten Ausgrabung. Band 5). A. Asher,  Berlin 1896.